# Essex Scott
Essex Scott (auch Essix Scott und Lord Essex, * 1921 oder 1922 in Oakland; † 1960 bei Miami) war ein US-amerikanischer Rhythm-&-Blues- und Jazzsänger.
Scott war 1945/46 Bandvokalist im Earl Hines Orchestra, mit dem Aufnahmen in Chicago entstanden; zu hören ist er in Titeln wie „Nonchalant Man“, „Rosetta“ und im Standard „Margie“, letzterer zusammen mit der Sängerin Dolores Parker. 1954/55 war er Mitglied von Charlie Fuquas Ink Spots, mit denen er Titel wie Back in Your Own Backyard und Darling, Don't Cry einspielte. Unter dem Pseudonym Lord Essex nahm er für King Records eine Coverversion des Magidson-Wrubel-Titels „Music, Maestro, Please“ (King 4184) auf, mit der B-Seite „There’s a Gold Mine in the Sky“. Tom Lord listet seine Beteiligung an vier Aufnahmesessions zwischen 1945 und 1957. Essex Scott starb im Alter von 38 Jahren, als er 1960 von einem Bootsausflug an der Atlantikküste vor Miami nicht mehr zurückkehrte.